# David Rocastle
‎
David Carlyle Rocastle (vzdevek Rocky), angleški nogometaš, * 2. maj 1967, Lewisham, London, Anglija, Združeno kraljestvo, † 31. marec 2001.